# Politický systém Itálie
Italská republika je zastupitelská demokracie, parlamentní republika s vícestranickým systémem.
Italský parlament je bikamerální, dolní komoru tvoří Poslanecká sněmovna Parlamentu Itálie a horní komoru Senát Parlamentu Itálie.
Prezident Itálie je jako hlava státu volen nepřímo na společném zasedání obou parlamentních komor doplněné o tři delegáty z každé z dvaceti provincií, pro zvolení prezidenta je v prvních třech kolech nutná dvoutřetinová většina, v dalších kolech postačuje nadpoloviční většina.
Itálie je členem Severoatlantická aliance, Evropské unie, Mezinárodního měnového fondu a Organizace pro hospodářskou spolupráci a rozvoj.